# Onthophagus luteosignatus
Onthophagus luteosignatus là một loài bọ cánh cứng trong họ Bọ hung (Scarabaeidae).